# Karangasem (regência)

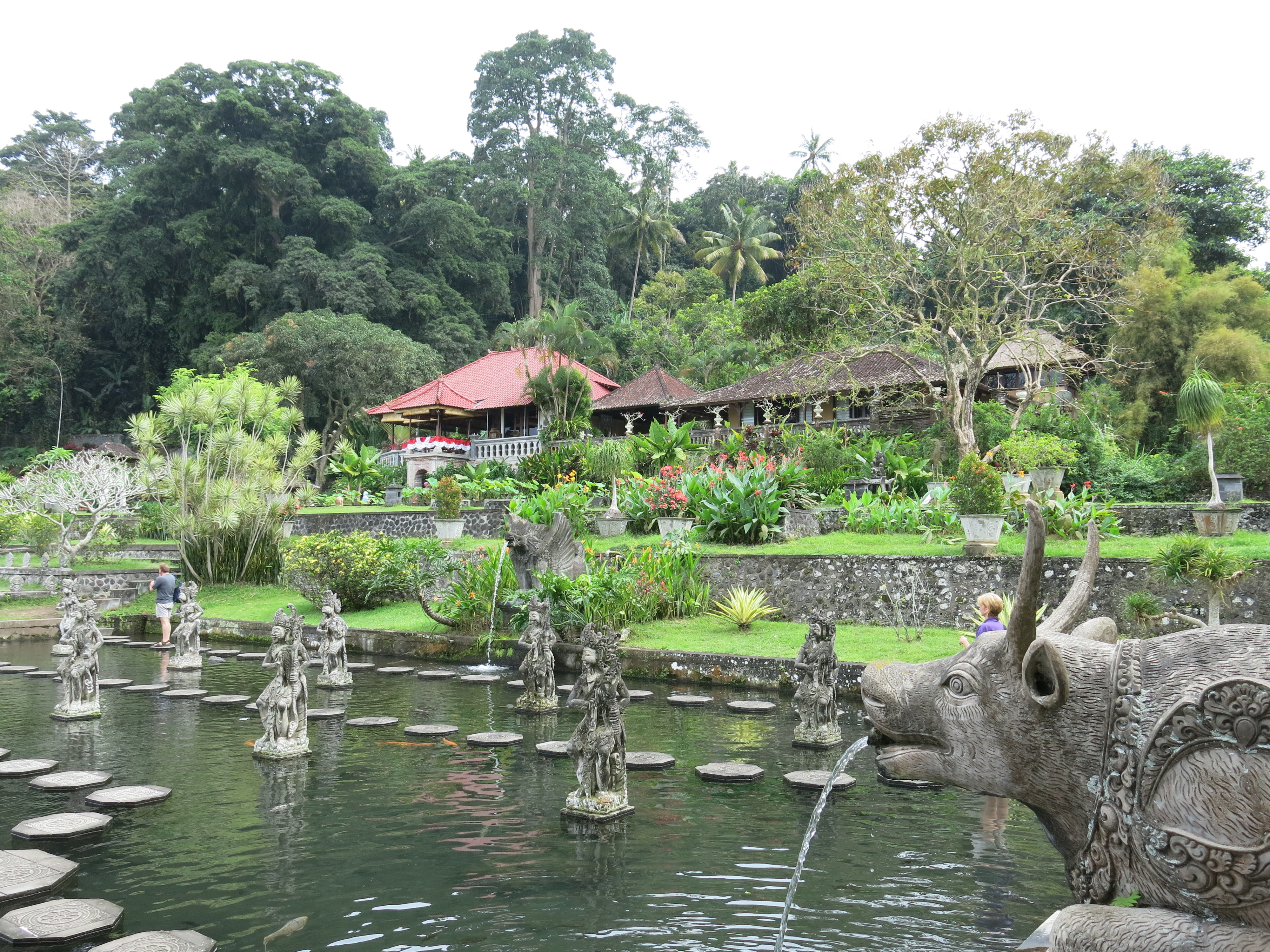
"Palácio da Água" de Tirta Gangga

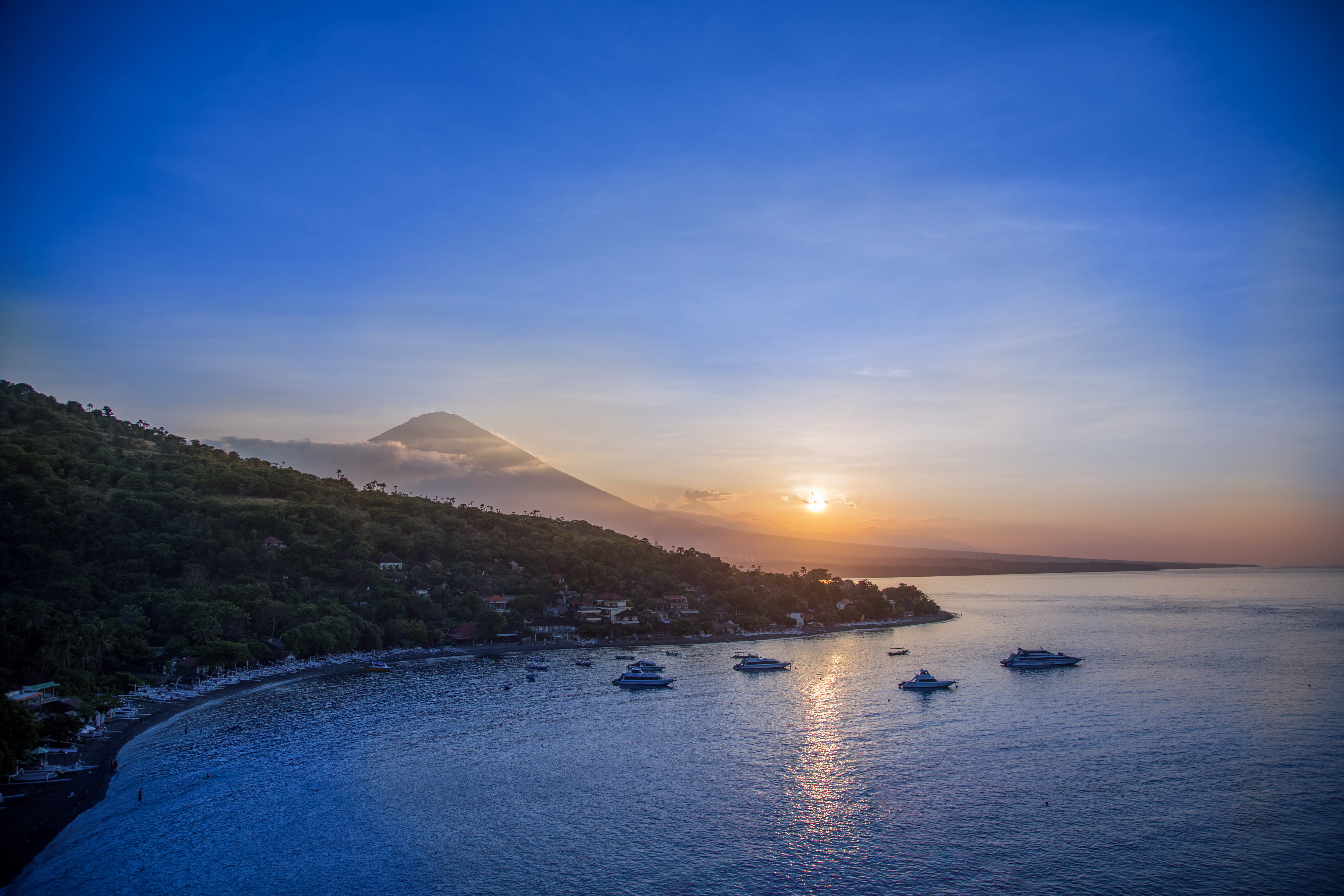
Vista de Amed com o monte Agung ao fundo

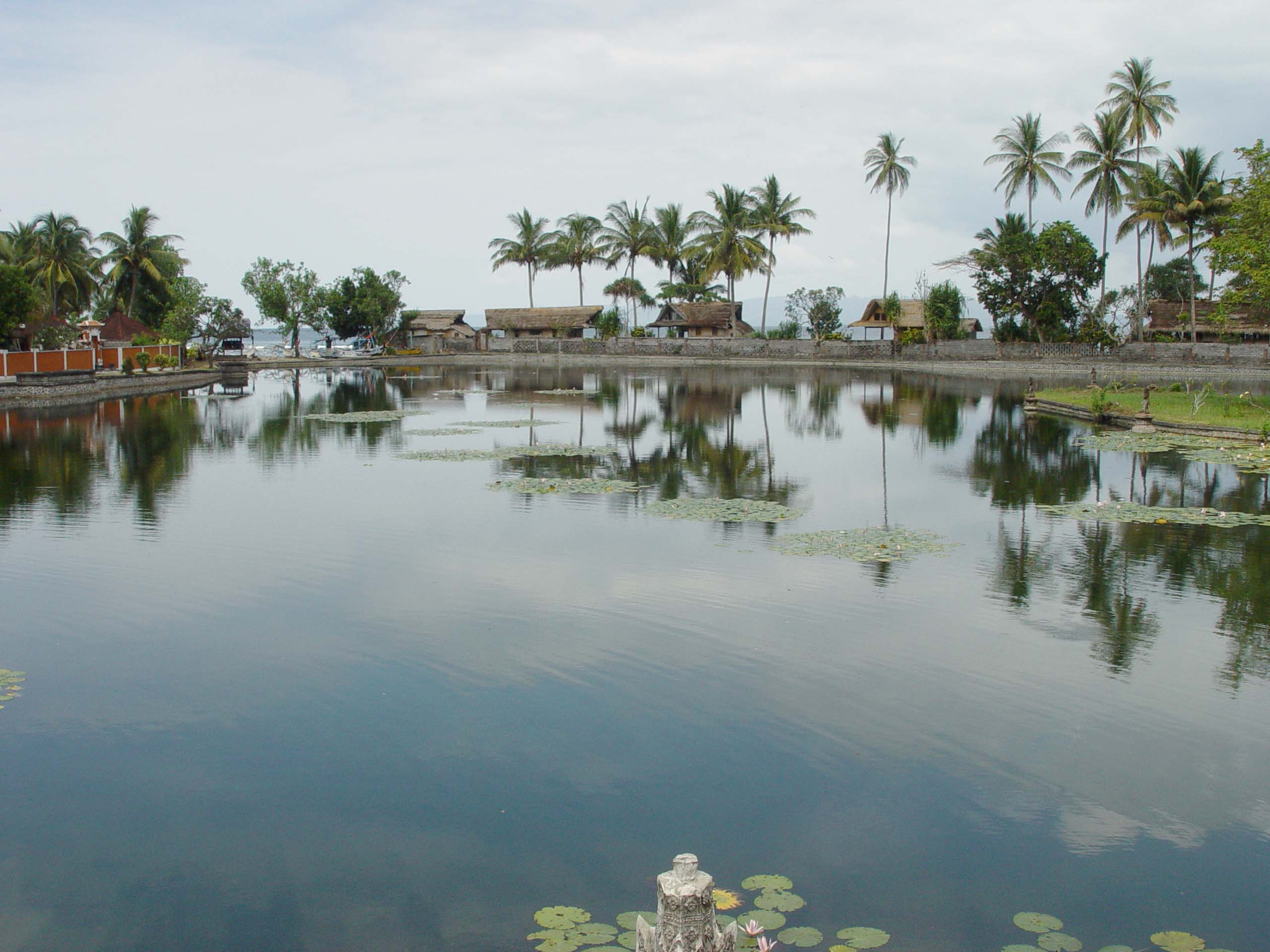
Lagoa de Candi Dasa

Karangasem é a regência (kabupaten) mais oriental da ilha e província de Bali, Indonésia. Tem 839,54 km² de área e em 2022 a estimativa oficial de população era 511 300 habitantes (densidade: 609 hab./km²).
A capital da regência é a cidade de Amlapura, chamada Karangasem até 1963. Foi rebatizada após uma erupção vulcânica do monte Agung nesse ano, ter coberto de lava as áreas limítrofes da cidade. O monte Agung, a montanha mais alta de Bali, situa-se na Regência de Karangasem, cerca de 16 km em linha reta a noroeste de Amlapura.

## Distritos
A regência está dividida em oito distritos (em indonésio: kecamatan). O nome de cada uma das capitais de distrito coincide com o nome do respetivo distrito, exceto a de Karangasem, que é Amlapura. A regência tem três kelurahans (núcleos urbanos ou cidades), todos no distrito de Karangasem: Amlapura, Subagan e Padang Kerta.
| Distrito | População (2022) | Área (km²) | Dens. pop. (hab.km²) | Num. de "aldeias" [◊] |
| --- | ---------------- | ---------- | -------------------- | --------------------- |
| Abang | 84 300           | 134,05     | 628,87               | 0 / 14                |
| Bebandem | 56 800           | 81,51      | 696,85               | 0 / 8                 |
| Karangasem [♦] | 103 300          | 94,23      | 1 096,25             | 3 / 8                 |
| Kubu | 84 200           | 234,72     | 358,73               | 0 / 9                 |
| Manggis | 56 700           | 69,83      | 811,97               | 0 / 12                |
| Rendang | 42 600           | 109,70     | 388,33               | 0 / 6                 |
| Selat | 45 400           | 80,35      | 565,03               | 0 / 8                 |
| Sidemen | 38 000           | 35,15      | 1 081,08             | 0 / 10                |
| Totais | 511 300          | 839,54     | 609,02               | 3 / 75 (78)           |
| [◊] ^ O primeiro número refere-se a kelurahans (núcleos urbanos ou cidades) e o segundo a desas (aldeias rurais). [♦] ^ Inclui seis ilhéus costeiros. |                  |            |                      |                       |

## História
A história da regência está ligada ao Reino de Karangasem, formalmente um estado vassalo do Reino de Bali, que surgiu no século XVII, chegou a ser o reino mais poderoso da ilha e a dominar vários principados ilha vizinha de Lomboque. No século XIX o reino assistiu a diversos conflitos entre fações rivais e em meados desse século o reino era governado a partir de Lomboque. Na sequência da conquista de Bali e Lomboque pelos holandeses, que envolveu várias fações balinesas e de Lomboque na luta pela supremacia, em 1894 a Companhia Holandesa das Índias Orientais nomeou como seu regente em Karangasem um membro da família real de Lomboque, Anak Agung Gede Jelantik (também conhecido como Gusti Gede Jelantik). A regência foi mantida pelo seus descendentes até à independência da Indonésia.
Anak Agung Anglurah o último rajá (rei) de Karangasem que governou de facto, foi também um arquiteto que ficou conhecido pela construção dos "palácios de água" Tirta Gangga e Taman Soekasada. O seu único filho ainda vivo em 2015, Putra Agung, herdou o trono em 2007 e ainda era então chamado rei. O palácio real de Karangasem (Puri Agung Karangasem) ainda é a residência de alguns descendentes dos últimos rajás, mas está aberto ao público.

## Principais atrações turísticas
- Pura Besakih — o maior e mais sagrado templo para os hindus balineses, situado nas encostas do monte Agung.[8]
- Taman Soekasada — conhecido como palácio de água de Ujung, é um extenso jardim com um palácio situado em Ujung, a 5 km de Amlapura, que foi construído pelo último rei de Karangasem entre 1901 e 1921.[9]
- Tirta Gangga — outro "palácio de água", construído pelo mesmo rei, em 1946.[9]
- Puri Agung Karangasem — complexo palaciano dos reis de Karangasem, em Amlapura, construído entre o final do século XIX e início do século XX.[10][11]
- Tulamben — pequena aldeia piscatória no distrito de Kubu muito popular para prática de mergulho.
- Tenganan — aldeia tradicional do distrito de Manggis da etnia Bali Aga, só descoberta pelos antropólogos na década de 1970.
- Monte Agung — vulcão ativo e montanha mais alta (3 031 m) de Bali.
- Rio Telaga Waja — único local em Bali oriental apropriado para a prática de rafting; o seu curso passa principalmente pelo distrito de Redang.
- Candi Dasa — cidade costeira à beira de uma lagoa de água doce, que é uma estância de turismo de praia e de mergulho.
- Amed — faixa costeira de 14 km com sete aldeias piscatórias e várias praias, nomeadamente a de Amed, que embora esteja longe de ser um destino de turismo de massas, grandes hotéis e resorts, tem vindo a ganhar popularidade assinalável.